# دوريس كولي
دوريس كولي (بالإنجليزية: Doris Coley)‏ هي مغنية أمريكية، ولدت في 2 أغسطس 1941 في غولدزبورو في الولايات المتحدة، وتوفيت في 4 فبراير 2000 بسبب سرطان الثدي.

## وصلات خارجية
- دوريس كولي على موقع ميوزك برينز (الإنجليزية)
- دوريس كولي على موقع قاعدة بيانات برودواي على الإنترنت (الإنجليزية)
- دوريس كولي على موقع ديسكوغز (الإنجليزية)